# Edward Kasner

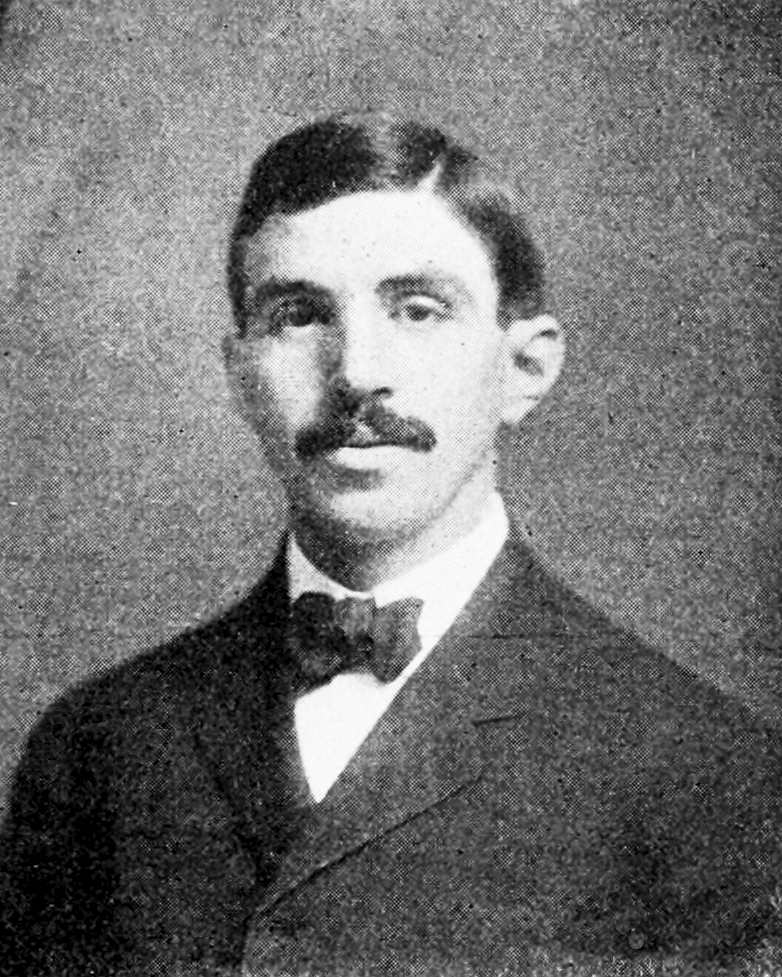

Edward Kasner (New York, 2 april 1878 - aldaar, 7 januari 1955) was een Amerikaans wiskundige.
Kasner studeerde, doctoreerde en doceerde aan de Columbia-universiteit. Hij was in 1900 de eerste jood die een opdracht kreeg bij de Wetenschappen aan deze universiteit.
Edward Kasner hanteerde als eerste in 1940 de termen Googol en het afgeleide Googolplex in een wetenschappelijke publicatie, meer bepaald publiceerde hij het concept in het boek Mathematics and the imagination (Wiskunde en de verbeelding) waarvan hij samen met James Newman co-auteur was. Strikt gezien was het zijn neefje, Milton Sirotta, toen 9 jaar oud, die op zijn vraag tijdens een wandeling in de New Jersey Palisades in 1938 de benaming bedacht. De firmanaam Google Inc. is hiervan een afgeleide.